# Макларен, Брюс
Брюс Ле́сли Макла́рен (англ. Bruce Leslie McLaren, 30 августа 1937, Окленд, Новая Зеландия — 2 июня 1970, Западный Суссекс, Англия) — новозеландский автогонщик, пилот Формулы-1. Основатель автогоночной команды McLaren, одной из самых успешных в Формуле-1.

## Биография
Отец Макларена был владельцем автомастерской в Окленде. Одновременно он был успешным мотогонщиком. В детстве Брюс страдал тяжёлым заболеванием, каждое движение причиняло ему боль. Но это не помешало ему встать на путь, неразрывно связанный с автогонками. Закончив Оклендский университет, Брюс серьёзно занялся конструированием автомобилей, полученные знания в будущем помогли ему создать свой собственный спортивный автомобиль.
Впервые Макларен стартовал в горных гонках у себя на родине на машине Austin7 в 1952 году. Затем выиграл «школьную» гонку на спортивном автомобиле Cooper, что позволило ему отправиться на гонки в Великобританию по направлению Новозеландской федерации автоспорта. С 1957 года выступал в европейской автогоночной серии Формула-2 на машинах команды Cooper. В составе этой же команды он и дебютировал в 1958 году на Гран-при Германии в чемпионате мира по автогонкам в классе Формула-1.
Погиб в аварии 2 июня 1970 на трассе Гудвуд во время испытаний новой модификации автомобиля McLaren M8D для гонок Can-Am.

## Гоночная статистика

### Гонки автомобилей с открытыми колёсами
Более 160 стартов в гонках различного уровня.
Вице-чемпион Формулы-1 сезона 1960 года.

#### Формула-1, чемпионат мира
100 стартов в чемпионатах мира 1957-1970 годов.
Выступал только за Cooper Car Company (64 старта), Anglo American Racers (3 старта) и собственную команду Bruce McLaren Motor Racing (33 старта).
Общая статистика результатов: 4 победы, 11 вторых, 12 третьих, 7 четвёртых, 12 пятых, 5 шестых мест. Три лучших круга. Поул-позиций нет.
Победы в Гран-при:
- Гран-при США 1959 года
- Гран-при Аргентины 1960 года
- Гран-при Монако 1962 года
- Гран-при Бельгии 1968 года

#### Формула-1, внезачётные гонки
45 стартов в гонках Формулы-1 вне зачёта чемпионата мира в сезонах 1958-1970 годов.
Выиграл 3 гонки, в том числе Гонку Чемпионов 1968 года.

#### Tasman Cup Series
19 стартов в сезонах 1964, 1965 и 1968 годов. В сезонах 1964-1965 выступал за заводскую команду Cooper Car Company. В сезоне 1968 года — за Owen Racing Organisation.

Выиграл 5 гонок (3 в 1964, 1 в 1965, 1 в 1968). Чемпион серии 1964 года (в противостоянии с Джеком Брэбхэмом).

#### Indy 500
1 заявка на гонку 1968 года от команды Botany 500 на шасси Shelby с газотурбинным мотором General Electric. Отказ от участия после тренировок.

### Гонки спортивных автомобилей
Более сотни стартов в гонках различного уровня в период 1956-1969 годов.
Наиболее известное достижение — победа в гонке 24 часа Ле Мана 1966 года.

#### World Sportscar Championship
28 стартов на различных этапах чемпионатов 1958-1968 годов. Выступал за разные команды и на разных гоночных автомобилях. Наибольшее количество стартов за одну команду — 8 за Shelby American. За собственную команду выступал лишь дважды. На автомобиле собственной конструкции — 1 раз.
Наиболее значимые достижения:
- 1 место в гонке 24 часа Ле Мана 1966 года в паре с Крисом Эймоном. Команда — Shelby American. Автомобиль — Ford GT Mk.II.
- 1 место в гонке 12 часов Себринга 1967 года в паре с Марио Андретти. Команда — Ford Division.  Автомобиль — Ford GT Mk.IV.
- 2 место в гонке 12 часов Себринга 1966 года в паре с Кеном Майлзом. Команда — Al Dowd Racing. Автомобиль — Ford GT40 (Mk.I).
- 3 место в гонке 1000 км Монцы 1965 года в паре с Кеном Майлзом. Команда — Shelby American. Автомобиль — Ford GT40 (Mk.I).
- 3 место в гонке 6 часов Брэдс Хэтч 1967 года в паре с Йо Зиффертом. Команда — Porsche System. Автомобиль — Porsche 910.

#### Canadian-American Challenge Cup
29 стартов на этапах 4-х последовательных чемпионатов 1966-1969 годов. Выступал только за собственную команду Bruce McLaren Motor Racing (1966) и McLaren Cars (1967-1969). Выступал только на автомобилях собственной разработки — McLaren Elva Mk.II, McLaren M6, McLaren M8.
Выиграл 9 гонок. Двукратный чемпион серии — 1967 и 1969 года.

#### USAC Road Racing Championship
5 стартов на различных этапах чемпионатов 1960-1962 годов. Выступал на автомобилях Jaguar E2A (1 старт) и Cooper Monaco (4 старта).
Лучший результат — 2 место на гонке 200 миль Риверсайда 1961 года.

#### Canadian Road Racing Championship
3 старта в чемпионатах 1965-1966 годов на автомобилях собственной конструкции McLaren Elva Mk.I и Mk.II.
Выиграл 2 гонки.

### Гонки дорожных автомобилей

#### British Saloon Car Championship
7 стартов в чемпионате 1961 года на автомобиле jaguar Mk.II 3.8 команды Peter Berry Racing Ltd.
Лучший результат на этапах — 3 место (4 раза). По итогу сезона занял 13 место с 16 очками.

## Результаты выступлений в Формуле-1
| Легенда к таблице |                                                                    |
| --- | ------------------------------------------------------------------ |
| В таблице перечислены результаты всех Гран-при Формулы-1, в которых принимал участие гонщик. Строками таблицы являются сезоны, столбцами — этапы чемпионата мира. В каждой клетке указаны сокращённое название этапа и результат, дополнительно обозначенный цветом. Расшифровка обозначений и цветов представлена в нижеследующей таблице. |                                                                    |
| \| Пример \| Описание \| \| ------------ \| ------------------------------------------------------------------ \| \| 1 \| Победитель \| \| 2 \| Второе место \| \| 3 \| Третье место \| \| 5 \| Финишировал, заработав очки \| \| Сход \| Не финишировал, но при этом заработал очки \| \| 12 \| Финишировал, не получив очков \| \| НКЛ \| Финишировал, но не попал в финальную классификацию \| \| 15 \| Участвовал вне зачёта, либо по отдельной классификации \| \| 18 \| Не финишировал, но попал в финальную классификацию \| \| Сход \| Не финишировал \| \| НКВ \| Не прошёл квалификацию \| \| НПКВ \| Не прошёл предквалификацию \| \| ДСК \| Дисквалифицирован \| \| ИСК \| Исключён из протокола соревнований \| \| ТТ \| Заявлен для участия только в тренировках \| \| НС \| Участвовал в квалификации, но не стартовал в гонке \| \| Т \| Травмирован или болен \| \| ОТК \| Отказ от участия \| \| НТР \| Прибыл на соревнования, но на трассу не выезжал \| \| НПР \| Был заявлен в числе участников, но не прибыл к началу соревнований \| \| О \| Соревнования отменены \| \| \| Не участвовал \| \| Поул-позиция \| \| \| Быстрый круг \| \| |                                                                    |
| Пример | Описание                                                           |
| 1 | Победитель                                                         |
| 2 | Второе место                                                       |
| 3 | Третье место                                                       |
| 5 | Финишировал, заработав очки                                        |
| Сход | Не финишировал, но при этом заработал очки                         |
| 12 | Финишировал, не получив очков                                      |
| НКЛ | Финишировал, но не попал в финальную классификацию                 |
| 15 | Участвовал вне зачёта, либо по отдельной классификации             |
| 18 | Не финишировал, но попал в финальную классификацию                 |
| Сход | Не финишировал                                                     |
| НКВ | Не прошёл квалификацию                                             |
| НПКВ | Не прошёл предквалификацию                                         |
| ДСК | Дисквалифицирован                                                  |
| ИСК | Исключён из протокола соревнований                                 |
| ТТ | Заявлен для участия только в тренировках                           |
| НС | Участвовал в квалификации, но не стартовал в гонке                 |
| Т | Травмирован или болен                                              |
| ОТК | Отказ от участия                                                   |
| НТР | Прибыл на соревнования, но на трассу не выезжал                    |
| НПР | Был заявлен в числе участников, но не прибыл к началу соревнований |
| О | Соревнования отменены                                              |
| | Не участвовал                                                      |
| Поул-позиция |                                                                    |
| Быстрый круг |                                                                    |

| Сезон | Команда                    | Шасси        | Двигатель                   | Ш | 1        | 2        | 3        | 4        | 5        | 6        | 7        | 8        | 9        | 10       | 11       | 12    | 13  | Место | Очки    |
| ----- | -------------------------- | ------------ | --------------------------- | - | -------- | -------- | -------- | -------- | -------- | -------- | -------- | -------- | -------- | -------- | -------- | ----- | --- | ----- | ------- |
| 1958  | Cooper Car Company         | Cooper T45   | Coventry Climax FPF 1,5 L4  | D | АРГ      | МОН      | НИД      | 500      | БЕЛ      | ФРА      | ВЕЛ      | ГЕР 5    | ПОР      | ИТА      | МАР 13   |       |     | —     | 0       |
| 1959  | Cooper Car Company         | Cooper T51   | Coventry Climax FPF 1,5 L4  | D | МОН 5    | ИТА      | НИД      |          |          |          |          |          |          |          |          |       |     | 6     | 161⁄2   |
| 1959  | Cooper Car Company         | Cooper T51   | Coventry Climax FPF 2,5 L4  | D |          |          |          | ФРА 5    | ВЕЛ 3    | ГЕР Сход | ПОР Сход | ИТА Сход | США 1    |          |          |       |     | 6     | 161⁄2   |
| 1960  | Cooper Car Company         | Cooper T51   | Coventry Climax FPF 2,5 L4  | D | АРГ 1    |          |          |          |          |          |          |          |          |          |          |       |     | 2     | 34 (37) |
| 1960  | Cooper Car Company         | Cooper T53   | Coventry Climax FPF 2,5 L4  | D |          | МОН 2    | 500      | НИД Сход | БЕЛ 2    | ФРА 3    | ВЕЛ (4)  | ПОР 2    | ИТА      | США 3    |          |       |     | 2     | 34 (37) |
| 1961  | Cooper Car Company         | Cooper T55   | Coventry Climax FPF 1,5 L4  | D | МОН 6    | НИД 12   | БЕЛ Сход | ФРА 5    | ВЕЛ 8    | ГЕР 6    | ИТА 3    | США 4    |          |          |          |       |     | 8     | 11      |
| 1962  | Cooper Car Company         | Cooper T60   | Coventry Climax FWMV 1,5 V8 | D | НИД Сход | МОН 1    | БЕЛ Сход | ФРА (4)  | ВЕЛ 3    | ГЕР (5)  | ИТА 3    | США 3    | ЮАР 2    |          |          |       |     | 3     | 27 (32) |
| 1963  | Cooper Car Company         | Cooper T66   | Coventry Climax FWMV 1,5 V8 | D | МОН 3    | БЕЛ 2    | НИД Сход | ФРА 12   | ВЕЛ Сход | ГЕР Сход | ИТА 3    | США 11   | МЕК Сход | ЮАР 4    |          |       |     | 6     | 17      |
| 1964  | Cooper Car Company         | Cooper T66   | Coventry Climax FWMV 1,5 V8 | D | МОН Сход |          |          |          |          |          |          |          |          |          |          |       |     | 7     | 13      |
| 1964  | Cooper Car Company         | Cooper T73   | Coventry Climax FWMV 1,5 V8 | D | МОН НС   | НИД 7    | БЕЛ 2    | ФРА 6    | ВЕЛ Сход | ГЕР Сход | АВТ Сход | ИТА 2    | США Сход | МЕК 7    |          |       |     | 7     | 13      |
| 1965  | Cooper Car Company         | Cooper T73   | Coventry Climax FWMV 1,5 V8 | D | ЮАР 5    |          |          |          |          |          |          |          |          |          |          |       |     | 9     | 10      |
| 1965  | Cooper Car Company         | Cooper T77   | Coventry Climax FWMV 1,5 V8 | D |          | МОН 5    | БЕЛ 3    | ФРА Сход | ВЕЛ 10   | НИД Сход | ГЕР Сход | ИТА 5    | США Сход | МЕК Сход |          |       |     | 9     | 10      |
| 1966  | Bruce McLaren Motor Racing | McLaren M2B  | Ford 406 3,0 V8             | F | МОН Сход |          |          |          |          |          |          | США 5    | МЕК Сход |          |          |       |     | 16    | 3       |
| 1966  | Bruce McLaren Motor Racing | McLaren M2B  | Serenissima 3,0 V8          | F |          | БЕЛ НС   | ФРА      | ВЕЛ 6    | НИД НС   | ГЕР      | ИТА      |          |          |          |          |       |     | 16    | 3       |
| 1967  | Bruce McLaren Motor Racing | McLaren M4B  | BRM P56 2,1 V8              | G | ЮАР      | МОН 4    | НИД Сход | БЕЛ      |          |          |          |          |          |          |          |       |     | 14    | 3       |
| 1967  | Bruce McLaren Motor Racing | McLaren M5A  | BRM P142 3,0 V12            | G |          |          |          |          |          |          |          | КАН 7    | ИТА Сход | США Сход | МЕК Сход |       |     | 14    | 3       |
| 1967  | Anglo American Racers      | Eagle Mk1    | Gurney-Weslake 58 3,0 V12   | G |          |          |          |          | ФРА Сход | ВЕЛ Сход | ГЕР Сход |          |          |          |          |       |     | 14    | 3       |
| 1968  | Bruce McLaren Motor Racing | McLaren M7A  | Cosworth 3,0 V8             | G | ЮАР      | ИСП Сход | МОН Сход | БЕЛ 1    | НИД Сход | ФРА 8    | ВЕЛ 7    | ГЕР 13   | ИТА Сход | КАН 2    | США 6    | МЕК 2 |     | 5     | 22      |
| 1969  | Bruce McLaren Motor Racing | McLaren M7A  | Ford Cosworth DFV 3,0 V8    | G | ЮАР 5    |          |          |          |          |          |          |          |          |          |          |       |     | 3     | 26      |
| 1969  | Bruce McLaren Motor Racing | McLaren M7C  | Ford Cosworth DFV 3,0 V8    | G |          | ИСП 2    | МОН 5    | НИД Сход | ФРА 4    | ВЕЛ 3    | ГЕР 3    | ИТА 4    | КАН 5    | США НС   | МЕК НС   |       |     | 3     | 26      |
| 1970  | Bruce McLaren Motor Racing | McLaren M14A | Ford Cosworth DFV 3,0 V8    | G | ЮАР Сход | ИСП 2    | МОН Сход | БЕЛ      | НИД      | ФРА      | ВЕЛ      | ГЕР      | АВТ      | ИТА      | КАН      | США   | МЕК | 14    | 6       |

### Комментарии
1. ↑  До 1990 года в зачёт чемпионата мира в гонках Формулы-1 шли не все очки, заработанные гонщиком, а лишь несколько лучших результатов (см. Система начисления очков в Формуле-1). Число вне скобок означает очки, зачтённые в чемпионате, число в скобках обозначает общее количество очков, заработанных гонщиком в сезоне.
2. ↑  Мосс и Макларен показали одинаковое время быстрого круга. Каждый из них получил 1⁄2 очка, начисляемого за быстрый круг.